# Lucia substrigata
Lucia substrigata är en fjärilsart som beskrevs av Pieter Cornelius Tobias Snellen 1878. Lucia substrigata ingår i släktet Lucia och familjen juvelvingar. Inga underarter finns listade i Catalogue of Life.